# Bierdzany
Bierdzany est une localité polonaise de la voïvodie et du powiat d'Opole.
De 1975 à 1998, le village était situé dans la voïvodie d'Opole.
En 2021, la localité comptait 901 habitants.

## Nom de la localité
Sous le régime nazi, de 1936 à 1945, la localité s'appelait Burkardsdorf. Le nom actuel a été approuvé administrativement le 12 novembre 1946.